# Дембіна (Гнезненський повіт)
Дембіна (пол. Dębina, нім. Dembina) — село в Польщі, у гміні Вітково Гнезненського повіту Великопольського воєводства.
Населення — 124 особи (2011).
У 1975-1998 роках село належало до Конінського воєводства.

## Демографія
Демографічна структура станом на 31 березня 2011 року:
|          | Загалом | Допрацездатний вік | Працездатний вік | Постпрацездатний вік |
| -------- | ------- | ------------------ | ---------------- | -------------------- |
| Чоловіки | 66      | 22                 | 40               | 4                    |
| Жінки    | 58      | 10                 | 34               | 14                   |
| Разом    | 124     | 32                 | 74               | 18                   |